# 224693 Morganfreeman
224693 Morganfreeman è un asteroide della fascia principale. Scoperto nel 2006, presenta un'orbita caratterizzata da un semiasse maggiore pari a 3,0795816 UA e da un'eccentricità di 0,0993852, inclinata di 8,11773° rispetto all'eclittica.